# Модел на незрялата капацитетност
Модел на незрялата капацитетност (английски: Capability Immaturity Model) е пародиен фразов омоним и донякъде усилие да се предложи контраст на Модела на развитата пригодност, тъй като Моделът на развитата пригодност има скала от 5 точки за капацинетността и възможностите на една организация, варираща от случайния процес на ниво 1 до напълно определения, добре управляван и оптимизиран процес на ниво 5 (съответно се казва, че възможността на организацията да изпълнява своята мисия навреме и в рамките на своя бюджет се подобрява с повешаването на МРП нивото), то при Моделът на незрялата капацитетност отново има 5 нива, утвърждавайки че една организация може да работи под тези пет нива, а именно:
- 0: Небрежност и нехайност
- -1: Обструктивност или създаване на пречки за работата
- -2: Презрителен, надменен
- -3: Подкопаващ